# Latastia caeruleopunctata
Latastia caeruleopunctata (довгохвоста ящірка Паркера) — вид ящірок родини ящіркових (Lacertidae). Мешкає в Східній Африці.

## Поширення і екологія
Довгохвості ящірки Паркера мешкають в ефіопському регіоні Огаден та на північному сході Кенії.